# Josef Šmidinger
Josef Šmidinger, né le 24 octobre 1801 dans une maison rococo, au numéro 55, à Strakonitz et décédé le 2 février 1852 à Hostomice pod Brdy, était un prêtre bohémien. Patriote, professeur et ami du poète František Ladislav Čelakovský et de Jan Vlastislav Plánek il fut le fondateur de la bibliothèque Šmidinger à Strakonice en Bohême du Sud. 
Šmidinger, fils de drapier, a fréquenté la principale école de Strakonice, et le lycée de la ville proche de Písek et a terminé ses études secondaires à Prague. C'est là qu'il a ensuite commencé à étudier la philosophie. En 1825, il a pris part à un affrontement avec les artisans, raison pour laquelle on l'a renvoyé de l'université et enrôlé de force. Cependant, il a été libéré du service militaire à cause d'une maladie pulmonaire qui le tourmentait. Finalement, il a étudié la théologie et le 25 juillet 1833, il a été ordonné prêtre. Comme séminariste déjà, il a commencé à diffuser des livres tchèques.
À cause de la maladie, il a renoncé à la vie sacerdotale et a enseigné à l'école primaire de Strakonice. En 1833, il a demandé sans succès le poste de directeur de l'école et a travaillé comme éducateur, d'abord dans la famille du baron Dlouhoveský de Chanovice, au château de Němčice, ensuite au village de Volenice et enfin dans la famille des barons Veith.
En 1843, il a fondé une bibliothèque à Strakonitz, qui porte son nom encore aujourd'hui. En outre, il a fondé les bibliothèques rurales – à Hostlovice (maintenant Hoslovice) et Němčice. Dans d'autres lieux, il a soutenu et encouragé les gens à la création de bibliothèques. En 1845 encore, Šmidinger a éduqué les enfants du propriétaire patriote Šafařík au village de Tažovice. Brièvement, durant trois ans, il a servi comme prêtre assistant à Hostomice pod Brdy, où il est décédé le 2 février 1852. C'est là qu'il est également enterré.

## Actions mémorables et héritages
- Il a diffusé des livres tchèques dans la campagne et les villes de Bohême, en les vendant par exemple dans les églises pendant les pèlerinages et les kermesses. Il a donné des livres gratuitement aux pauvres. La personnalité du prêtre Josef Šmidinger a inspiré l'auteur tchèque Alois Jirásek pour la création du personnage de Matouš Vrba dans le roman F. L. Věk.
- Entre 1849 et 1852, il a récolté de l'argent pour la construction du Théâtre National de Prague.
- Il a travaillé avec dévouement au Matice česká (société culturelle tchèque), dont il est devenu membre en 1832. Il y a attiré plus de 400 membres et collecté plus de 20 000 florins.
- Dans son testament Šmidinger n'a pas oublié sa ville natale de Strakonitz et ses citoyens. Par exemple, à la bibliothèque de Strakonitz et à l'asile des pauvres avec hôpital, il a légué 1 000 florins à chacun, pour le Musée Tchèque 200 florins et pour Matice česká 1 000 florins. En tout, il a légué 6 930 florins en argent pour des causes patriotiques et religieuses.